# Dobje pri Planini
Dobje pri Planini je naselje i središte istoimene općine u istočnoj Sloveniji. Dobje pri Planini se nalazi u pokrajini Štajerskoj i statističkoj regiji Savinjskoj. 

## Stanovištvo
Prema popisu stanovništva iz 2002. godine Dobje pri Planini je imalo 130 stanovnika.

## Vanjske poveznice
- Plan i karta naselja  Arhivirana inačica izvorne stranice od 29. srpnja 2017. (Wayback Machine)